# Хашруд
Хашруд (дари خاشرود) — река, протекающая в западной части Афганистана в провинциях Гор, Фарах и Нимроз.
Длина — 510 км. Площадь водосбора — 10800 км². Средневзвешенная высота водосбора — 1640 м. Высота истока — 3000 м, устья 472 м. Среднегодовой расход воды — 20,2 м³/с.
До села Диларама Хашруд течёт в горной местности севернее Гильменда и часто в V-образной долине. При выходе из гор в районе Диларама начинается разбор воды для орошения плодородных земель. Постепенно склоны долины теряют свои очертания и сливаясь с окружающей равниной исчезают из вида. Ниже села Халели русло начинает расчленяться на большое количество блуждающих по бескрайней равнине рукавов. Река полностью разбирается на орошение (8000 га).